# Tiếng Kongo
Tiếng Kongo (nội danh: Kikongo) là một ngôn ngữ Bantu, là bản ngữ của người Kongo ở Cộng hoà Dân chủ Congo, Cộng hoà Congo và Angola. Đây là một ngôn ngữ thanh điệu. Về lịch sử, tiếng Kongo cũng là ngôn ngữ của nhiều nô lệ bị bán sang châu Mỹ. Do vậy, dạng creole hoá của tiếng Kongo cũng trở thành ngôn ngữ hành lễ trong một số tôn giáo Phi-Mỹ, nhất là ở Brasil, Cuba, Puerto Rico, Cộng hoà Dominica và Haiti. Đây là một ngôn ngữ nguồn cho tiếng Gullah và cho creole Palenquero ở Colombia. Đại đa số người nói ngày nay sống ở châu Phi. Có chừng 7 triệu người bản ngữ tiếng Kongo, thêm nữa có chừng hai triệu người dùng nó làm ngôn ngữ thứ hai.

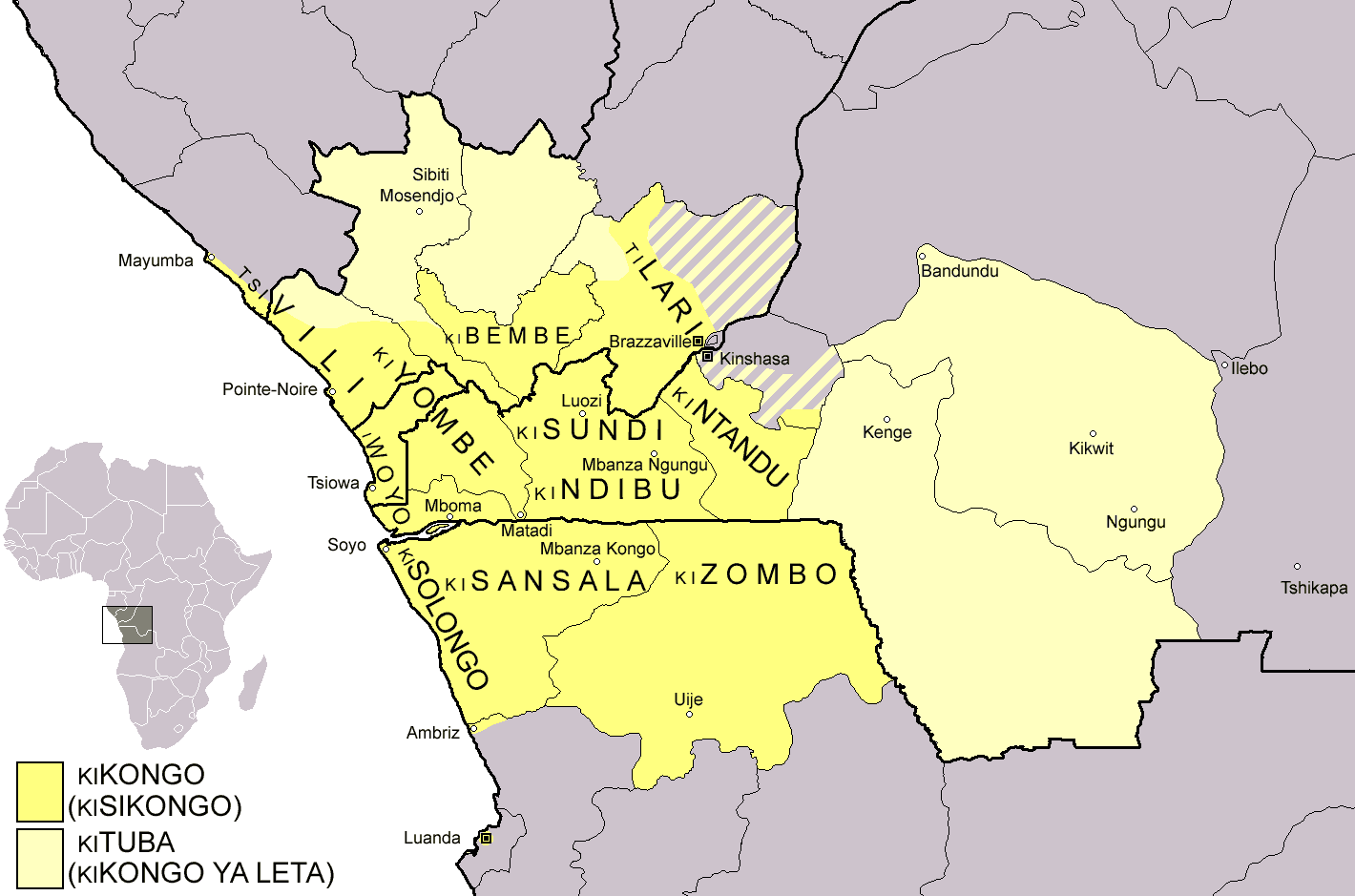
Bản đồ nơi tiếng Kongo và Kituba là lingua franca.

Tiếng Kongo là nền tảng cho một creole dùng khắp vùng: Kituba, còn gọi là Kikongo de l'État hay Kikongo ya Leta (trong lần lượt tiếng Pháp và tiếng Kongo, nghĩa là "tiếng Kongo nhà nước"). Hiến pháp Cộng hoà Congo gọi nó là Kitubà, còn hiến pháp Cộng hoà Dân chủ Congo gọi nó là Kikongo, dù trên thực tế Kituba mới là thứ tiếng được dùng.

## Âm vị học
|                             | Môi     | Môi     | Lưỡi trước | Lưỡi trước | Lưng lưỡi | Lưng lưỡi |
| --------------------------- | ------- | ------- | ---------- | ---------- | --------- | --------- |
| Mũi                         |         | m /m/   |            | n /n/      |           | ng /ŋ/    |
| Tắc tiền mũi hoá Tắc thường | mp /ᵐp/ | mb /ᵐb/ | nt /ⁿt/    | nd /ⁿd/    | nk /ᵑk/   |           |
| Tắc tiền mũi hoá Tắc thường | p /p/   | b /b/   | t /t/      | d /d/      | k /k/     |           |
| Xát tiền mũi hoá Xát thường | mf /ᶬf/ | mv /ᶬv/ | ns /ⁿs/    | nz /ⁿz/    |           |           |
| Xát tiền mũi hoá Xát thường | f /f/   | v /v/   | s /s/      | z /z/      |           |           |
| Tiếp cận                    |         | w /w/   |            | l /l/      |           | y /j/     |

|      | Trước | Sau   |
| ---- | ----- | ----- |
| Đóng | i /i/ | u /u/ |
| Vừa  | e /e/ | o /o/ |
| Mở   | a /a/ | a /a/ |

Tiếng Kongo phân biệt độ dài nguyên âm. /m/ và /n/ có dạng âm tiết hoá.